# Strada statale 437 dell'Aremogna
La ex strada statale 437 dell'Aremogna (SS 437), ora strada regionale 437 dell'Aremogna (SR 437), è una strada regionale italiana.

## Percorso
La strada ha inizio distaccandosi dalla strada statale 17 dell'Appennino Abruzzese e Appulo Sannitico nei pressi di Roccaraso. La strada sale quindi in direzione dell'altopiano dell'Aremogna, dove termina con una grande rotatoria nei pressi della biglietteria per la seggiovia Pallottieri e la cabinovia Toppe del Tesoro.
In seguito al decreto legislativo n. 112 del 1998, dal 2001 la gestione è passata dall'ANAS alla Regione Abruzzo che ha provveduto al trasferimento dell'infrastruttura al demanio della Provincia dell'Aquila.

## Strada statale 437 dir dell'Aremogna
La ex strada statale 437 dir dell'Aremogna (SS 437 dir), ora strada regionale 437 dir dell'Aremogna (SR 437 dir), è una strada regionale italiana.
Rappresenta una diramazione della SS 437 che ha inizio sull'altopiano dell'Aremogna e che termina nei pressi del rifugio Principessa Giovanna. L'originario tracciato è oggetto di revisione a causa della costruzione di nuove strutture.
In seguito al decreto legislativo n. 112 del 1998, dal 2001 la gestione è passata dall'ANAS alla Regione Abruzzo che ha provveduto al trasferimento dell'infrastruttura al demanio della Provincia dell'Aquila.